# Cosmos 382

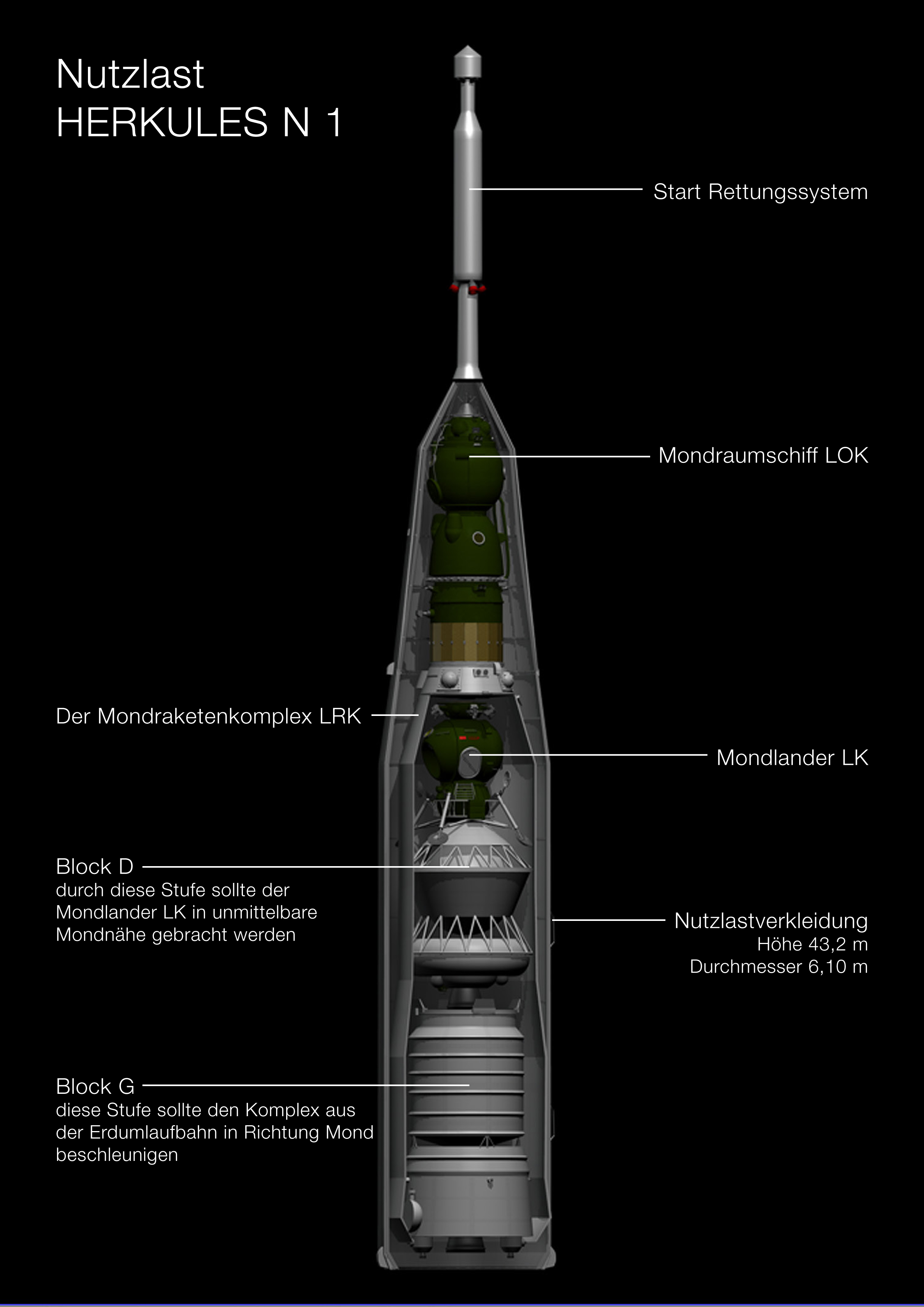
Imagen mostrando las diferentes cargas útiles (con la excepción del bloque G y del LK) que realizaron la prueba montadas sombre un cohete Protón.

La misión espacial Cosmos 382 fue una misión realizada en la orbita terrestre para hacer una serie de pruebas con el bloque D, entre ellas simular la inserción en la órbita lunar del Soyuz 7K-LOK y la desaceleración del vehículo lunar (simulado ya que no se incluía uno) en su trayectoria de alunizaje, siendo esta la primera prueba de este tipo para la Unión Soviética.
La misión consistía en un lanzamiento el 2 de diciembre de 1970 desde el cosmódromo de Baikonur a bordo de un cohete Protón al incluir una nave Soyuz 7K-L1 sirviendo como punto de referencia, se realizó la maniobra simulada de inserción orbital en la Luna y la desaceleración simulada del vehículo lunar durante el alunizaje, todas las pruebas fueron realizadas en completo éxito.
En el transcurso de cinco días, la etapa del bloque D se encendió tres veces para elevar la órbita inicial. La etapa del bloque D se equipó con cámaras en los tanques para monitorear el comportamiento del combustible y del oxidante en la ingravidez durante la aceleración.
El Cosmos 382 también realizó otros experimentos, incluida la prueba de un prototipo de subsistema de control ambiental llamado "Rosa" para producir agua potable a partir del condensado atmosférico exhalado por los cosmonautas a bordo de naves espaciales tripuladas soviéticas. Este sistema se usó más tarde en las estaciones espaciales Salyut en los años 1970 y 1980.